# 당단백질 IIb/IIIa 억제제
의학에서 당단백질 IIb/IIIa 억제제(glycoprotein IIb/IIIa inhibitors, GpIIb/IIIa 억제제)는 항혈소판제의 한 계열이다.
당단백질 IIb/IIIa 억제제에는 다음과 같은 약물이 있다.
- 압식시맙 (abciximab)
- 에프비피바티드 (eptifibatide)
- 티로피반 (tirofiban)
- 록시피반 (roxifiban)
- 오르보피반 (orbofiban)

## 이용
당단백질 IIb/IIIa 억제제는 경피적 관상동맥 중재술을 시행할 때 자주 사용한다. 경피적 관상동맥 중재술 없이 급성 관상동맥 증후군 치료에 이용하기도 한다.
정맥 주사로 투여한다. 경구 투여 형태는 사망률 증가와 연관되어 있으므로 투여하지 않는다.

## 작용 기전
혈소판 표면의 GpIIb/IIIa 수용체를 억제하여 혈소판의 응집과 혈전 형성을 막는 방식으로 작용한다.

## 역사
GpIIb/IIIa 수용체가 결핍되거나 기능 이상을 보이는 질환인 글란즈만 혈소판무력증에 관하여 연구하며 개발이 시작되었다.